# Yoo Jae-suk
Yoo Jae-suk (유재석?; 14 agosto 1972) è un comico e conduttore televisivo sudcoreano a contratto con l'agenzia d'intrattenimento Antenna.

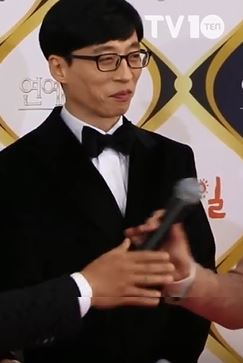
Yoo Jae-Suk nel 2016

Ha presentato diversi spettacoli televisivi in Corea del Sud, tra cui Infinite Challenge, Family-ga tteotda, Running Man, Happy Together e Hangout with Yoo. Conosciuto per la sua arguzia e versatilità da persone di tutte le età, Yoo si è affermato come uno dei migliori comici e personaggi televisivi della Corea del Sud, probabilmente il personaggio famoso più conosciuto a livello popolare della Corea del Sud.

## Vita e formazione
Nato il 14 agosto 1972 a Seoul, Yoo è il maggiore di tre fratelli. Nel 1985, Yoo Jae-suk ha terminato la Youhyun Elementary School di Seoul. Nel 1988, ha completato la scuola media alla Suyu Middle School di Seoul. Nel 1991 si è diplomato alla Yongmoon High School di Seoul. Nello stesso anno, Yoo è entrato nel dipartimento di recitazione del Seoul Institute of the Arts.

## Carriera

### Esordi
Il debutto televisivo di Yoo è stato al KBS Comedian Festival (per studenti universitari) nel 1991, dove ha eseguito una parodia di uno spot pubblicitario con Choi Seung-gyung. Il suo ballo su una cover della canzone Step by Step dei New Kids on the Block è stato un altro dei primi momenti memorabili. Durante gli esordi si è guadagnato il nomignolo di "Cavalletta", per via del costume di tale insetto che spesso usava nei suoi primi show facendo anche una particolare mossa di ballo. Questo soprannome è stato sfruttato durante tutta la sua carriera, come quando ha dovuto dare un titolo ad una sua canzone in Infinite Challenge.  Nel 2002, dopo nove anni da comico relativamente sconosciuto, grazie a una raccomandazione di Choi Jin-sil, ha condotto il programma Live and Enjoy Together. È poi salito alla ribalta quando ha co-condotto un programma chiamato The Crash of MCs con Kang Ho-dong, Lee Hwi-jae e Kim Han-seok.
Il suo primo premio Grand Prize è stato per il talk show Happy Together Friends.

### Riconoscimento di massa come "Conduttore Nazionale"

#### X-Man
Yoo in seguito ha condotto lo spettacolo X-Man, che presto è diventato uno degli show più popolari e più apprezzati della Corea del Sud. Durante quel periodo, Yoo divenne sempre più famoso e molti programmi iniziarono a soprannominarlo "il conduttore nazionale". Ha continuato a presentare vari spettacoli, tra cui New X-Man, Old TV e Haja! Go! ( Let's Do It ) per SBS, ma sono stati presto cancellati a causa dei bassi ascolti della domenica sera. Tuttavia, X-Man ha trovato successo col pubblico internazionale e Yoo ha guadagnato popolarità tra i fan della Hallyu.

#### Infinite Challenge
Yoo faceva parte del cast del famosissimo programma di varietà e comiche Infinite Challenge. Dal 2005 aveva il ruolo di principale conduttore ed era uno dei membri fondatori del programma.
Nonostante lo scarso share della prima puntata, lo show è diventato uno dei programmi di varietà più popolari e influenti in Corea. Soprannominato "il variety show nazionale", Infinite Challenge è diventato il precursore di molti programmi che utilizzano un format simile. Dal 2 dicembre 2006, il programma ha ottenuto lo share più alto di tutti i programmi in onda in prima serata il sabato sera.
Yoo ha rivelato il suo amore per il programma durante un faccia a faccia con il collega co-conduttore, Jeong Hyeong-don, in uno speciale "Pause" (S04E300) andato in onda il 20 ottobre 2012. Ha detto: "Penso che la mia vita in televisione e nei vari spettacoli sarà legata al destino di Infinite Challenge... Quando mai faremo un altro programma come questo? Non importa quanto ci provi, sarà impossibile fare un altro spettacolo come questo. "

#### Talk show
Yoo è anche co-conduttore di Come to Play con Kim Won-hee e Happy Together Stagione 3. In particolare, Happy Together è uno dei talk show più longevi in Corea e ha costantemente ottenuto ottimi risultati di ascolti.

#### Varietà all'interno di Good Sunday: Family Outing e Running Man
Yoo è diventato il presentatore principale di Family Outing all'interno del contenitore Good Sunday di SBS. Insieme a Lee Hyori, Yoon Jong-shin, Kim Su-ro, Lee Chun-hee, Kang Dae-sung, Park Ye-jin e Kim Jong-kook (dall'episodio 19), hanno formato la "famiglia" dello show. Family Outing è diventato uno degli show più apprezzati in Corea, ottenendo lo share più alto per la fascia oraria di metà pomeriggio della domenica e ha guadagnato popolarità tra i fan dell'Hallyu.
Dall'11 luglio 2010, Yoo ha presentato il variety show d'azione urbano Running Man insieme al collega di Infinite Challenge Haha e a quello di Family Outing Kim Jong-kook, oltre ad altri intrattenitori come il presentatore Ji Suk-jin, il rapper Gary dei Leessang (che ha lasciato il programma dall'episodio 324 per concentrarsi sulla sua carriera musicale), gli attori Song Ji-hyo, Lee Kwang-soo e Song Joong-ki (che ha lasciato lo show dall'episodio 41), l'idol Lizzy delle After School (che ha lasciato per ragioni sconosciute), e infine l'attrice e il comico Jeon So-min e Yang Se-chan (entrambi uniti al cast dall'episodio 346). Sebbene il programma non abbia avuto un buon inizio in fatto di share, in seguito è diventato molto famoso e ha sviluppato fan a livello internazionale che mantiene fino ad oggi.

#### DopoInfinite Challenge
Dopo la fine di Infinite Challenge, il maggiore show di Yoo, nel marzo 2018, sono stati scritti articoli su come Yoo fosse in crisi e avesse già superato l'apice della sua carriera. Sebbene fosse sempre in cima alle classifiche di popolarità, i suoi nuovi spettacoli come Labourhood on Hire e You Quiz on the Block, pur trovando un moderato successo e avendo recensioni favorevoli, non sono stati in grado di sostituire Infinite Challenge.

#### 2° periodo d'oro:Hangout with Yoo
Hangout with Yoo era il nuovo progetto tanto atteso che riuniva il potente duo di Infinite Challenge nel 2019. Le principali forze trainanti per il successo di "Infinite Challenge", infatti, erano state il regista del programma Kim Tae-ho e Yoo Jae-Suk. Sfortunatamente, le reazioni iniziali allo spettacolo non sono state ideali e gli ascolti stavano precipitando, lasciando molti fan di 'Infinite Challenge' delusi.
Dopo l'inizio deludente dei primi episodi, lo show ha iniziato a lavorare su un nuovo progetto, cioè quello di far imparare a Yoo a suonare un semplice ritmo su una batteria. La traccia registrata è stata quindi fatta passare da musicista a musicista ed ognuno di loro ha potuto aggiungere a suo piacimento varie modifiche all'arrangiamento fino ad ottenere una canzone completa. Con l'inizio di questo progetto, le recensioni e gli ascolti dello show hanno iniziato ad aumentare.
Con il programma che lentamente acquisiva popolarità, i media lo hanno etichettato come il secondo periodo d'oro di Yoo, quando proprio per un altro progetto dello show, Yoo debuttava come cantante trot con lo pseudonimo di Yoo San-seul. In questo contesto, Yoo ha pubblicato un album con tre tracce, Bbong For Yoo.
Nel corso del programma Yoo ha sviluppato molti alter ego per i vari progetti che gli venivano proposti, tra cui, oltre a Yoogo Starr (il batterista) e Yoo San-Seul (il cantante trot), anche Ra Sek (un cuoco), Doctor Yoo (un cuoco di pollo fritto) e molti altri, sempre in compagnia di svariati ospiti famosi.

#### Altri programmi degni di nota:Sugar ManeBusted!
Dal 2015 al 2016, Yoo ha presentato il programma Two Yoo Project Sugar Man insieme a Yoo Hee-yeol. Il programma si concentra sugli artisti in voga al momento che rifanno canzoni di successo di cantanti scomparsi dall scena musicale attuale. Lo show è tornato di nuovo per una seconda stagione nel 2018 con Yoo co-conduttore insieme a Yoo Hee-yeol, Joy (Red Velvet) e Park Na-rae. Ne 2019 c'è stata una terza stagione con Yoo co-conduttore insieme a You Hee-yeol, Kim Eana e Heize.
Yoo ha presentato le stagioni del programma di varietà di Netflix, Busted!, trasmesso dal 2018 al 2021.

### Collaborazioni e ospitate
Nel 2012, Yoo è apparso nel video musicale del singolo di successo di Psy Gangnam Style. Nel video, Yoo rispolvera il suo personaggio da discotecaro retrò che aveva creato per la band comica "Lumaca Cadente" dello speciale di Infinite Challenge sul West Coast Highway Music Festival, in cui era apparso anche Psy. Dopo la sua apparizione nel video, Yoo diventa noto in tutto il mondo come l' "uomo vestito di giallo" del video Musicale sopracitato. È apparso anche nel singolo successivo di Psy, Gentleman. Nel 2015, Yoo ha collaborato con JYP in Infinite Challenge. Il 15 luglio 2015, Yoo ha firmato un contratto esclusivo con la FNC Entertainment dopo essere stato senza agenzia per circa cinque anni.
Nel 2016, Yoo ha lavorato con gli EXO per il singolo della SM Station Dancing King, che era anche una collaborazione per Infinite Challenge. Si è esibito con loro al concerto EXO Planet # 3 - EXO'rDIUM a Bangkok.
Nel 2020, attraverso Hangout With Yoo, Yoo ha collaborato con Lee Hyo-ri e Rain per formare il trio estivo SSAK3. Sono state pubblicate due canzoni originali, "Beach Again" e "Play That Summer", e una cover, "In Summer".

## Nei media
Yoo è stato soprannominato "il presentatore nazionale" per la sua versatilità e per la sua popolarità presso un'ampia fascia di pubblico. Si è costantemente classificato come il miglior comico in Corea, aggiudicandosi il primo posto nel sondaggio Gallup nel 2009 e per sei anni consecutivi dal 2012. È uno dei personaggi televisivi più pagati in Corea, ed uno dei più richiesti.
Noto per la sua immagine integerrima, Yoo è stato costantemente scelto come modello da seguire da parte di altri intrattenitori e dai cittadini della Corea. Effettua regolarmente donazioni per diverse cause e ha partecipato ad atti filantropici.
Yoo è il primo conduttore televisivo ad avere la sua statua di cera, attualmente esposta al Museo Grevin Seoul.

## Vita privata
Il 6 luglio 2008, Yoo ha sposato l'annunciatore della MBC, Na Kyung-eun [ ko ], che ha lavorato con lui nello show Infinite Challenge. Yoo e sua moglie hanno dato il benvenuto al loro primo figlio, Yoo Ji-ho, il 1 ° maggio 2010. Il loro secondo figlio, una bambina, Yoo Na-eun è nata il 19 ottobre 2018.

## Filmografia

### Elenco dei programmi in corso
| Anno          | Titolo                             | Rete    | Note           | Rif.          |
| ------------- | ---------------------------------- | ------- | -------------- | ------------- |
| 2010-presente | Running man                        | SBS     | Dal 11.07.2010 |               |
| 2019-presente | Hangout con Yoo                    | MBC     | Dal 27.07.2019 | [ 17 ] [ 53 ] |
| 2020          | You Quiz on the Block (Stagione 3) | tvN     | Dal 11.03.2020 | [ 54 ] [ 55 ] |
| 2020          | Arrestato! (Stagione 3)            | Netflix | Dal 04.05.2018 |               |

## Discografia

### Singoli

#### Come artista principale
| Titolo | Anno | Massima posizione raggiunta in classifica | Vendite (DL)    | Album                                     |
| Titolo | Anno | KOR                                       | Vendite (DL)    | Album                                     |
| --- | ---- | ----------------------------------------- | --------------- | ----------------------------------------- |
| "Fascination of Samba" (삼바의 매력) | 2007 | N.D.                                      | N.D.            | Infinity Challenge Gangbyeon Road Concert |
| "Grasshopper World" (메뚜기월드) | 2013 | 4                                         | - KOR: 507,817+ | Park Myung-soo’s How About This?          |
| "Hapjeong Station Exit 5" (합정역 5번 출구) as Yoo San-seul                                                                                        | 2019 | 99                                        | N.D.*           | Hangout with Yoo "Bbong For Yoo"          |
| "Redevelopment of Love" (사랑의 재개발) as Yoo San-seul                                                                                            | 2019 | 89                                        | N.D.*           | Hangout with Yoo "Bbong For Yoo"          |
| "Redevelopment of Love 2" (사랑의 재개발 2) as Yoo San-seul                                                                                        | 2020 | —                                         | N.D.*           | Redevelopment of Love 2                   |
| "Luv Us" (두리쥬와) as U-Doragon; feat. S.B.N | 2020 | 18                                        | N.D.*           | Luv Us X Linda X Exciting                 |
| "—" non sono finiti in classifica o non sono usciti in quella regione. * Gaon smise di dichiarare i numeri di vendita dei download a Gennaio 2018. |      |                                           |                 |                                           |

#### Collaborazioni
| Titolo | Anno | Posizione massima raggiunta in classifica | Vendite (DL)      | Album                                               |
| Titolo | Anno | KOR                                       | Vendite (DL)      | Album                                               |
| --- | ---- | ----------------------------------------- | ----------------- | --------------------------------------------------- |
| "All You Need Is Love" with Infinite Challenge | 2006 | N.D.                                      | N.D.              | Non-album single                                    |
| "If I Do It or Not" (하나마나송) with Noh Hong-chul                                                                                                   | 2007 | N.D.                                      | N.D.              | Non-album single                                    |
| "The Family's Day" (패밀리의 하루) with Family Outing members                                                                                         | 2009 | N.D.                                      | N.D.              | Non-album single                                    |
| "Let's Dance" with Tiger JK & Yoon Mi-rae | 2009 | N.D.                                      | N.D.              | Olympic Expressway Music Festival                   |
| "Apgujeong Nallari" (압구정 날라리) with Lee Juck | 2011 | 2                                         | - KOR: 3,081,488+ | Infinite Challenge West Coast Highway Festival      |
| "As I Say" (말하는 대로) with Lee Juck | 2011 | 5                                         | - KOR: 1,857,332+ | Infinite Challenge West Coast Highway Festival      |
| "Heat Stroked Seagull" (더위 먹은 갈매기) with Song Eun-yi, Kim Sook                                                                                  | 2012 | 5                                         | - KOR: 901,799+   | I'm A Singer In My Own Right                        |
| "Room Nallari" (방구석 날라리) with Lee Juck | 2012 | 5                                         | - KOR: 1,041,308+ | Non-album single                                    |
| "Please Don't Go My Girl with You Hee-yeol, Kim Jo-han                                                                                                | 2013 | 3                                         | - KOR: 616,693+   | Infinite Challenge - Jayu-ro Song Festival          |
| "Dance King" (댄스왕) with You Hee-yeol | 2013 | 27                                        | - KOR: 87,293+    | Infinite Challenge - Jayu-ro Song Festival          |
| "Yes, We are Together" (그래, 우리 함께) with Infinite Challenge                                                                                      | 2013 | 5                                         | - KOR: 616,693+   | Infinite Challenge - Jayu-ro Song Festival          |
| "I'm So Sexy" with Park Jin-young | 2015 | 5                                         | - KOR: 851,957+   | Infinite Challenge Yeongdong Highway Music Festival |
| "Dancing King" with EXO | 2016 | 2                                         | - KOR: 648,506+   | SM Station                                          |
| "Like" (처럼) with Dok2 feat. Lee Hi | 2016 | 7                                         | - KOR: 309,578+   | Infinite Challenge Great Legacy                     |
| "HOLLYWOOD" with Haha | 2019 | —                                         | N.D.*             | Running Man Fan-meeting: Project Running 9          |
| "Confession, Come Out Now" (이제 나와라 고백) with Soran and Jeon So-min                                                                              | 2019 | —                                         | N.D.*             | Running Man Fan-meeting: Project Running 9          |
| "I Like It" (좋아) with Running Man members | 2019 | —                                         | N.D.*             | Running Man Fan-meeting: Project Running 9          |
| "Farewell Bus Stop" (이별의 버스 정류장) as Yoo San-seul; with Song Ga-in                                                                             | 2020 | 114                                       | N.D.*             | Farewell Bus Stop                                   |
| "As I Say (2020 Live Ver.)" (말하는 대로 (2020 Live Ver.)) with Lee Juck                                                                              | 2020 | —                                         | N.D.*             | Hangout with Yoo "Indoor Concert"                   |
| "In Summer (Covered By SSAK3)" (여름 안에서 (Covered By 싹쓰리)) with Lee Hyo-ri and Rain; feat. Hwang Kwang-hee                                      | 2020 | 3                                         | N.D.*             | Hangout with Yoo "SSAK3"                            |
| "Beach Again" (다시 여기 바닷가) with Lee Hyo-ri and Rain                                                                                             | 2020 | 1                                         | N.D.*             | Hangout with Yoo "SSAK3"                            |
| "Play That Summer" (그 여름을 틀어줘) with Lee Hyo-ri and Rain                                                                                        | 2020 | 2                                         | N.D.*             | Hangout with Yoo "SSAK3"                            |
| "—" non presenti in classifica o che non sono usciti in quella regione. * Gaon smise di dichiarare i numeri di vendita dei download nel Gennaio 2018. |      |                                           |                   |                                                     |

#### Come collaborazione
| Titolo | Anno | Posizione massima raggiunta in classifica | Vendite ( DL )  | Album  |
| Titolo | Anno | KOR </br>                                 | Vendite ( DL )  | Album  |
| --- | ---- | ----------------------------------------- | --------------- | ------ |
| "Di nuovo" (다시) Turbo Feat. Yoo Jae-suk | 2015 | 1                                         | - KOR: 388.142+ | Ancora |
| "-" indica le versioni che non sono state classificate o non sono state rilasciate in quella regione. </br> * Gaon ha smesso di rilasciare i numeri di vendita dei download nel gennaio 2018. |      |                                           |                 |        |

### Credits musicali
Crediti musicali dedotti dalla Korea Music Copyright Association. Fino al 23 dicembre 2019.
| 2011 | Yoo Jae-suk, Lee Juck (Sagging Snail)                                                | "Come dico" (말하는 대로) | Sfida infinita Festival dell'autostrada della costa occidentale\| style="background:#9EFF9E; color:#000;" \| Sì | Lee Juck \| style="background:#FFC7C7; color:#000;" \| No\| rowspan=7 style="background: #ececec; color: #2C2C2C; vertical-align: middle; text-align: center; " class="table-na" \| N.D. |
| 2011 | Yoo Jae-suk, Lee Juck (Sagging Snail)                                                | style="background:#9EFF9E; color:#000;" \| Sì\| style="background:#FFC7C7; color:#000;" \| No | Sfida infinita Festival dell'autostrada della costa occidentale\| style="background:#9EFF9E; color:#000;" \| Sì | Lee Juck \| style="background:#FFC7C7; color:#000;" \| No\| rowspan=7 style="background: #ececec; color: #2C2C2C; vertical-align: middle; text-align: center; " class="table-na" \| N.D. |
| 2012 | Yoo Jae-suk, Lee Juck (Sagging Snail)                                                | style="background: #ececec; color: #2C2C2C; vertical-align: middle; text-align: center; " class="table-na" \| Non-album single\| style="background:#9EFF9E; color:#000;" \| Sì\| style="background:#FFC7C7; color:#000;" \| No | | Lee Juck \| style="background:#FFC7C7; color:#000;" \| No\| rowspan=7 style="background: #ececec; color: #2C2C2C; vertical-align: middle; text-align: center; " class="table-na" \| N.D. |
| 2013 | Yoo Jae-suk, Yoo Hee-Yeol feat. Kim Johan (How Do You Dool)                          | "Per favore, non andare mia ragazza" | Sfida infinita - Jayu-ro Song Festival\| style="background:#9EFF9E; color:#000;" \| Sì | style="background:#FFC7C7; color:#000;" \| No |
| 2013 | Yoo Jae-suk, Yoo Hee-Yeol (How Do You Dool)                                          | style="background:#9EFF9E; color:#000;" \| Sì | Sfida infinita - Jayu-ro Song Festival\| style="background:#9EFF9E; color:#000;" \| Sì | style="background:#FFC7C7; color:#000;" \| No |
| 2013 | Membri Infinite Challenge                                                            | style="background:#9EFF9E; color:#000;" \| Sì | Sfida infinita - Jayu-ro Song Festival\| style="background:#9EFF9E; color:#000;" \| Sì | style="background:#FFC7C7; color:#000;" \| No |
| 2019 | Membri di Running Man                                                                | "Mi piace" (좋아) | style="background:#9EFF9E; color:#000;" \| Sì | style="background:#FFC7C7; color:#000;" \| No |
| 2019 | UV, Zakapa urbano                                                                    | QUESTA É MUSICA | Hangout con Yoo "Yoo-plash" \| style="background:#FFC7C7; color:#000;" \| No\| rowspan=5 style="background: #ececec; color: #2C2C2C; vertical-align: middle; text-align: center; " class="table-na" \| N.D.\| style="background:#9EFF9E; color:#000;" \| Sì | Yoo Jun-sung, Yoo Se-yoon, Muzie, Jo Hyun-ah, MO'I |
| 2019 | Quindi! YoON !, SUMIN                                                                | style="background:#FFC7C7; color:#000;" \| No\| style="background:#9EFF9E; color:#000;" \| Sì | Hangout con Yoo "Yoo-plash" \| style="background:#FFC7C7; color:#000;" \| No\| rowspan=5 style="background: #ececec; color: #2C2C2C; vertical-align: middle; text-align: center; " class="table-na" \| N.D.\| style="background:#9EFF9E; color:#000;" \| Sì | Sunwoo Jung-a, Yoon Suk-Chul, Lee Sang-min, Han Sang-won, DOCSKIM, So!YoON!, SUMIN |
| 2019 | Boi B, Gaeko, Choiza, Geegooin, GREY, Crush, Wonstein, Mommy Son, Zior Park, Sam Kim | style="background:#FFC7C7; color:#000;" \| No\| style="background:#9EFF9E; color:#000;" \| Sì | Hangout con Yoo "Yoo-plash" \| style="background:#FFC7C7; color:#000;" \| No\| rowspan=5 style="background: #ececec; color: #2C2C2C; vertical-align: middle; text-align: center; " class="table-na" \| N.D.\| style="background:#9EFF9E; color:#000;" \| Sì | Yoo Hee-Yeol, Yoon Sang, Lee Sang-soon, Jukjae, GRAY, Crush, Sam Kim |
| 2019 | Paul Kim, Heize, Peakboy                                                             | style="background:#FFC7C7; color:#000;" \| No\| style="background:#9EFF9E; color:#000;" \| Sì | Hangout con Yoo "Yoo-plash" \| style="background:#FFC7C7; color:#000;" \| No\| rowspan=5 style="background: #ececec; color: #2C2C2C; vertical-align: middle; text-align: center; " class="table-na" \| N.D.\| style="background:#9EFF9E; color:#000;" \| Sì | Lee Juck, Sunwoo Jung-a, Jeong Dong-hwan, Paul Kim, Heize, Peakboy, Yang Hye-seung, Hong Joon-ho, Lee Tae-yun                                                                            |
| 2019 | Sion. T , Colde                                                                      | style="background:#FFC7C7; color:#000;" \| No\| style="background:#9EFF9E; color:#000;" \| Sì | Hangout con Yoo "Yoo-plash" \| style="background:#FFC7C7; color:#000;" \| No\| rowspan=5 style="background: #ececec; color: #2C2C2C; vertical-align: middle; text-align: center; " class="table-na" \| N.D.\| style="background:#9EFF9E; color:#000;" \| Sì | Yoo Hee-Yeol, Yoon Sang, Lee Sang-soon, Jukjae, Colde |
| 2019 | Yoo San-seul                                                                         | "Hapjeong Station Exit 5" (합정역 5 번 출구) | style="background:#9EFF9E; color:#000;" \| Sì | style="background:#FFC7C7; color:#000;" \| No\| style="background: #ececec; color: #2C2C2C; vertical-align: middle; text-align: center; " class="table-na" \| N.D.                       |